# Rodolfo Tálice
Rodolfo Vicente Tálice Ruiz (Montevideo, 2 de maig de 1899 - ibídem, 2 de juny de 1999) fou un professor i metge uruguaià, més conegut per ser el fundador i principal dirigent del Partit Verd Eto-Ecologista.

## Biografia
El 1924 es va graduar en Medicina per la Universitat de la República, a Montevideo. Va ser el primer parasitòleg acadèmic de l'Uruguai, disciplina de la qual va ser professor titular durant més de trenta anys. Així mateix, Tálice va ser el primer a publicar un cas de la malaltia de Chagas en territori uruguaià. Va aprofundir en els camps de l'etoecologia, l'ecologia i la fauna de l'Uruguai, fent servir la ràdio per a propòsits científics.
Va ser degà de la facultat d'Humanitats i Ciències de l'Educació de la Universitat de la República en dos períodes consecutius el 1959 - 1963 i 1963 - 1968. Va ocupar la càtedra de biologia general i experimental en aquesta facultat. També va ser membre titular de l'Acadèmia de Medicina i de l'Acadèmia de Lletres, president de l'Associació Etoecològica de l'Uruguai, professor emèrit de la facultat, i la seva tasca va ser reconeguda en països com a França, Itàlia, Egipte i Brasil.
El 1989, amb noranta anys, es va postular com a candidat a la presidència de la República, al senat i a la Cambra de Diputats durant les eleccions generals d'aquell any, i novament per a les eleccions del 1994 pel Partit Verd Eto-Ecologista, aconseguint-ne a la primera oportunitat 11.000 vots (0,55% de l'electorat), i 5.500 a la segona (0,27%).
Va ser condecorat amb el Premi a la Tasca Intel·lectual 1990, atorgat pel Ministeri d'Educació i Cultura de l'Uruguai, i amb el primer premi nacional de Medi Ambient 1991, atorgat pel Ministeri d'Habitatge, Ordenament Territorial i Medi Ambient de l'Uruguai. També va ser reconegut com el setè acadèmic d'honor de l'Acadèmia de Lletres. També va col·laborar amb la Cinemateca Uruguaiana.
Va morir el 1999, amb 100 anys. Com a homenatge a la seva memòria, es va crear la Reserva de Flora i Fauna Dr. Rodolfo Tálice, ubicada a Trinidad, departament de Flores.

## Obra
- Mendel - Enciclopedia del pensamiento especial (1968)
- Mamíferos autóctonos - Nuestra Tierra (1969)
- Cuentos, confesiones y conferencias (1969)
- El Hombre, Agresión y Vinculación (1976)
- Juventud: Humano Tesoro (1979)
- 10 x 10 comportamientos destacables en los animales y en el hombre (1982)
- Vocabulario científico universal algunas precisiones terminológicas (1988)
- Bichos del terruño - Colección Referencias (1992)
- Juventud - Humano tesoro el arte de vivir intensamente 100 años (1992)
- El Sorprendente Cuerpo Humano (1993)
- Enfermedades parasitarias del hombre y parásitos de interés médico etiología, epidemiología, patología, clínica, diagnóstico, tratamiento, profilaxis (1994)
- Condiciones Para un Mañana Digno. El Punto de Vista Etológico (1994)
- Comportamientos Destacables en los Animales y en el Hombre (-)
- Etoecología Práctica (-)
- Carta Abierta a Futuros Padres y Madres (-)[6]